# Wapen van Fenoarivo Atsinanana

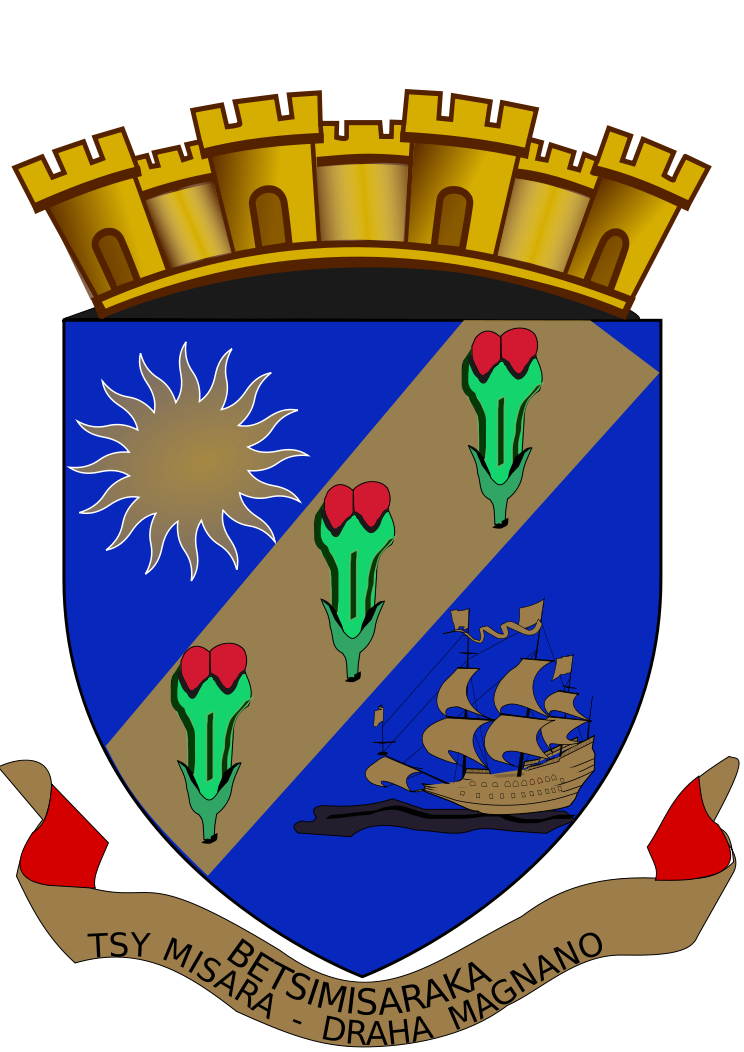
Wapen van Fenoarivo Atsinanana.

Het wapen van Fenoarivo Atsinanana is het wapen van de Malagassische gemeente Fenoarivo Atsinanana, de hoofdstad van de regio Analanjirofo.

## Blazoenering
De drie bloemen zijn bloemen van kruidnagel, dit was en is een belangrijke bron van inkomsten van het gebied. De zon symboliseert de lucht en het vele zonlicht in het gebied. 
Het schip geeft waarschijnlijk aan dat Fenoarivo Atsinanana een havenstad is, maar kan ook een piratenschip zijn. De lokale stammen werden namelijk in 1674 door tot één volk gemaakt: de Betsimisaraka. Ratsimilaho was een zoon van een Engelse piraat.
Het motto luidt: Betsimisaraka (verwijzend naar het volk) met daaronder Tsy Misara - Draha Magnano.